# Orlando Pride
Orlando Pride är ett professionellt fotbollslag i division ett i Orlando, Florida i USA. Pride spelar i National Women's Soccer League (NWSL). Deras klubblista under hela sin tid har inkluderat spelare som Marta, Alex Morgan, Barbra Banda, och alla andra. Motsvarande herrlag är Orlando City SC.